# Stefan Brennsteiner
Stefan Brennsteiner (Zell am See, 3 oktober 1991) is een Oostenrijkse alpineskiër. 

## Carrière
Brennsteiner maakte zijn olympisch debuut in 2018, na de eerste run op de reuzenslalom stond hij veertiende, maar hij kon de tweede run niet uitskiën.
Tijdens de Olympische Winterspelen van 2022 werd hij 27ste op de reuzenslalom en won de gouden medaille in de landenwedstrijd slalom.

## Resultaten

### Olympische Winterspelen
| Jaar | Plaats      | Resultaten                         |
| ---- | ----------- | ---------------------------------- |
| 2018 | Pyeongchang | DNF2 Reuzenslalom                  |
| 2022 | Peking      | Landenwedstrijd · 27e Reuzenslalom |

### Wereldkampioenschappen
| Jaar | Plaats             | Resultaten                           |
| ---- | ------------------ | ------------------------------------ |
| 2019 | Åre                | 9e Reuzenslalom                      |
| 2021 | Cortina d'Ampezzo  | DNF2 Reuzenslalom                    |
| 2023 | Courchevel-Méribel | 4e Reuzenslalom 4e Landenwedstrijd   |
| 2025 | Saalbach           | 6e Landenwedstrijd DNF1 Reuzenslalom |

### Wereldbeker
Eindklasseringen
| Seizoen   | Algm | RS  | PAR |
| --------- | ---- | --- | --- |
| 2013/2014 | 129e | 46e |     |
|           |      |     |     |
| 2015/2016 | 149e | 53e |     |
|           |      |     |     |
| 2017/2018 | 80e  | 25e |     |
| 2018/2019 | 97e  | 29e |     |
| 2019/2020 | 120e | 34e | -   |
| 2020/2021 | 28e  | 6e  | -   |
| 2021/2022 | 25e  | 7e  | 11e |
| 2022/2023 | 39e  | 11e |     |
| 2023/2024 | 45e  | 14e |     |
| 2024/2025 | 30e  | 7e  |     |